# Tuzlanska prevlaka
Tuzlanska prevlaka (rus. Тузлинская коса, Коса Тузла, ukr. Коса Тузла) bio je dugačak uski poluotok ili pješčani sprud u istočnom dijelu Kerčkih vrata koji se pružao od rta Tuzla prema sjeverozapadu u smjeru grada Kerča gotovo 11 km.

## Povijest
Godine 1925. sprud je presjekla oluja, formirajući istoimeni otok. Otvoreni kanal između novog otoka i ruskog kopna, gdje je prije bila prevlaka, dosegao je širinu od preko kilometra.
Tuzlanska prevlaka se sastojala od otoka Tuzla (45°16′07″N 36°32′58″E / 45.26861°N 36.54944°E) i dva mala otoka na ruskoj strani (45°13′33″N 36°35′34″E / 45.22583°N 36.59278°E i 45°12′49″N 36°36′26″E / 45.21361°N 36.60722°E) tjesnaca, te tankog pješčanog spruda koji ih je sve povezivao. Rusija je ponovno spojila dva manja otoka 2003. pri gradnji Tuzlanske brane (45°14′39″N 36°35′31″E / 45.24417°N 36.59194°E). 
Tuzlanska prevlaka činila je južnu obalu Tamanskog zaljeva, čiju sjevernu obalu čini Čuška prevlaka.
Ostaci Tuzlanske prevlake iskorišteni su za izgradnju Krimskog mosta.

## Vanjske poveznice
|  | Zajednički poslužitelj ima još gradiva o temi Tuzlanska prevlaka |

- «Остров Тузла» — Севастополь «ОК», № 1-2, 2000 г.
- «Коса Тузла» — Тамань. Ру > Фотогалерея > Коса Тузла
- Фотография окончания искусственной косы с воздуха
- Лист карты L-37-98 Тамань. Масштаб: 1 : 100 000. Состояние местности на 1988 год. Издание 1989 г.
- Лист карты L-37-XXV Аршинцево. Масштаб: 1:200 000. Издание 1982 г.  Arhivirana inačica izvorne stranice od 30. travnja 2010. (Wayback Machine)